# Park Narodowy Chapada Diamantina
Park Narodowy Chapada Diamantina – park narodowy położony w brazylijskim stanie Bahia. Utworzony został 17 września 1985 na mocy dekretu nº 91.655. Zajmuje obszar 1521,41 km². Ostoje ptaków IBA.

## Warunki naturalne
Park leży 300 km od wybrzeża. Liczy 152 141,87 ha powierzchni. Występuje tu roślinność typu caatinga, mata seca i inna roślinność kserofityczna. W Serra do Sincorá, na wysokości 800–1200 m n.p.m., występują epifity i zarośla bambusów.

## Fauna
W parku występuje krytycznie zagrożona małpa Callicebus barbarabrownae (Pitheciidae), kot tygrysi (Leopardus tigrinus), mrówkojad wielki (Myrmecophaga tridactyla), jaguar (Panthera onca), pancernik olbrzymi (Priodontes maximus) oraz puma (Puma concolor).

### Awifauna
Od 2008 BirdLife International uznaje Park Narodowy Chapada Diamantina za ostoję ptaków IBA. Wymienia 33 gatunki, które zaważyły na tej decyzji. Nie ma wśród nich krytycznie zagrożonych; zagrożone są urubitinga czarna (Buteogallus coronatus), amazonka pąsowa (Amazona vinacea), tyrańczyk brazylijski (Phylloscartes beckeri). Należą do nich także narażone: penelopa białobrewa (Penelope jacucaca), białogłowiec (Buteogallus lacernulatus), rudosterka błękitnoszyja (Pyrrhura cruentata), dzwonnik nagoszyi (Procnias nudicollis), dróżniczek kusy (Geositta poeciloptera) oraz ogończyk bursztynowy (Synallaxis whitneyi). 10 gatunków jest narażonych, np. kusacz żółtonogi (Crypturellus noctivagus) i zalotnik czarnołbisty (Augastes lumachella). Pozostałe to gatunki najmniejszej troski; przykładem jest mrowiec czarnolicy (Sakesphorus cristatus).

## Inne atrakcje i turystyka
Na terenie parku znajduje się wysoki na 340 m (niektóre źródła podają wysokość do 420 m) wodospad Cachoeira da Fumaça, co czyni go drugim – po wysokim na 353 m Cachoeira do El Dorado – pod względem wysokości w Brazylii, oraz najwyższy szczyt Bahii – Pico do Barbado. Przez cały park przebiega jedna utwardzona droga. W okolicy parku leży Lençóis, miasto przy dawnej kopalni diamentów. Najlepszy okres dla uprawiania turystyki przypada na czas od marca do października ze względu na sprzyjającą temperaturę i niższe opady.